# Las Hulaski
Las Hulaski – osada leśna w Polsce położona w województwie mazowieckim, w powiecie białobrzeskim, w gminie Wyśmierzyce.
W latach 1975–1998 miejscowość administracyjnie należała do województwa radomskiego.